# Travail de sortie
En physique, en mécanique quantique, le travail de sortie ou travail d'extraction, est l'énergie minimum, mesurée en électron-volts, nécessaire pour arracher un électron depuis le niveau de Fermi d'un métal jusqu'à un point situé à l'infini en dehors du métal (niveau du vide).
Le travail de sortie est approximativement la moitié de l'énergie d'ionisation d'un atome libre du même métal.

## Travail de sortie photoélectrique
L'effet photoélectrique consiste en une libération d'un électron lorsqu'un photon doté d'une énergie supérieure au travail de sortie arrive sur le métal. La différence entre l'énergie du photon incident et le travail de sortie est fournie à l'électron sous forme d'énergie cinétique.
Le travail de sortie photoélectrique est :
{\displaystyle W=h\nu _{0}}
où h est la constante de Planck et {\displaystyle \nu _{0}} est la fréquence minimum du photon à partir de laquelle l'émission photoélectrique se produit.

## Travail de sortie thermo-électronique
Le travail de sortie est également un concept important dans la théorie de l'émission thermo-électronique. Dans ce cas, l'énergie communiquée à l'électron provient d'un échange thermique au lieu d'une interaction avec un photon.
Prenons l'exemple d'un électron extrait d'un filament chauffé et porté à un potentiel négatif dans un tube à vide. On appelle alors parfois le travail de sortie « travail de sortie thermo-électronique » (le terme thermoïonique est improprement utilisé trop souvent, en raison de l'invention de la diode à vide par Fleming en 1904, dispositif appelé en anglais "thermionic diode" - diode à "thermions" - les thermions étant à cette époque des particules électrisées induites par la chaleur). Le tungstène est un métal très employé dans la technologie des tubes à vide malgré son fort travail de sortie de l'ordre de 4,5 eV approximativement, mais à cause de sa bonne tenue au chauffage à haute température.
Le travail de sortie dépend de l'orientation du cristal. Il sera généralement plus faible pour les métaux dont le réseau cristallin est ouvert et plus élevé pour les métaux dans lesquels les atomes sont assemblés de façon compacte. Les valeurs pratiques des travaux de sortie se trouvent généralement dans la gamme 1,5–6 eV. Elles peuvent être plus élevées pour les cristaux très denses.

## Exemple
Par exemple, le césium possède une énergie d'ionisation de 3,9 eV et un travail de sortie de 1,9 eV.
{\displaystyle W=-E_{tot}(N+1)+\{E_{tot}(N)+V(\infty )\}=-{\partial E_{tot} \over {\partial N}}+V(\infty )=-\mu +V(\infty )}
{\displaystyle E_{tot}(N+1)-E_{tot}(N)={\partial E_{tot} \over {\partial N}}=\mu }
{\displaystyle \varepsilon _{F}=\,\mu }
où V est le niveau énergétique du vide et F le niveau de Fermi.

## Applications
En électronique le travail de sortie est une grandeur importante pour la conception des jonctions métal-semi-conducteur des diodes Schottky et dans la conception des tubes électroniques.